# Thatcherism

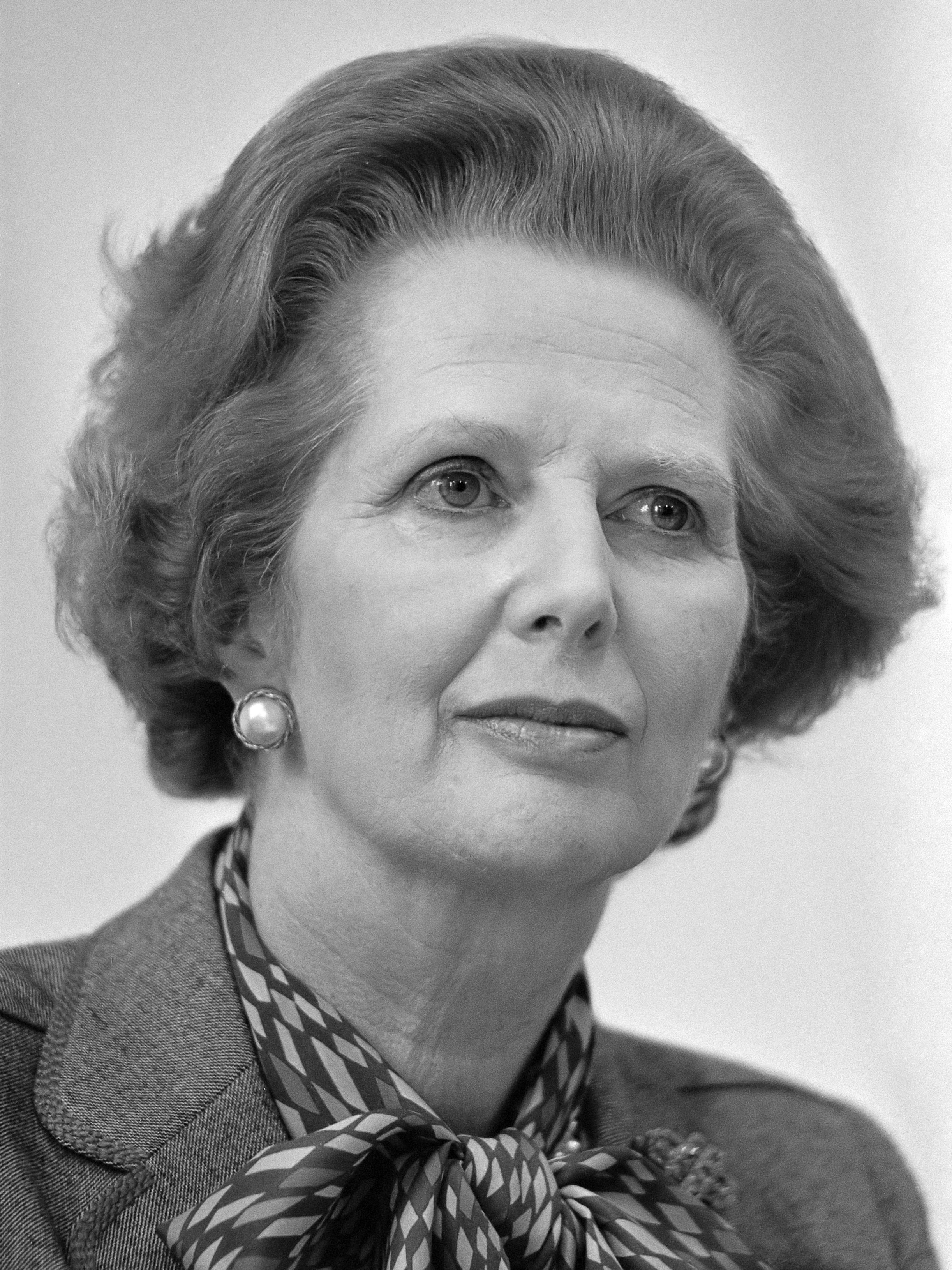
Margaret Thatcher

Thatcherism är ett samlingsnamn för den politik som bedrevs av Margaret Thatcher under hennes tid som premiärminister i Storbritannien från 1979 till 1990. Ideologiskt har Thatcher refererat till nationalekonomen Friedrich von Hayeks verk Frihetens grundvalar med orden "Det här är vad vi tror på".
Thatcherism karaktäriseras av tydliga marknadsekonomiska reformer och en stark tilltro till civilsamhället och konservativa värderingar. Inom den ekonomiska politiken innebär det arbete för en fri marknadsekonomi, privatiseringar av statsägda företag och låga direkta skatter, kombinerat med skepticism gentemot byråkrati och stora fackföreningar. Inom socialpolitiken innebär det ett stort fokus på personligt ansvarstagande och lokala privata välfärdsinitiativ. Thatcher ansåg att viktorianerna hade rätt när de delade upp fattiga i förtjänta och oförtjänta. Hon ansåg att båda grupperna behövde stöd men av olika slag.
Hennes berömda ord "There is no such thing as society. There are individual men and women, and there are families" handlade just om det ansvar hon ansåg låg på enskilda individer att stödja sitt närområde och förbättra för de som hade det sämre ställt. Hon var inte glad över hur hennes ord i efterhand hade tagits ur sin kontext och förvanskats.
Därmed kombinerar thatcherism liberala och konservativa drag. Thatchers anhängare framhäver ofta olika aspekter av hennes politik beroende på den egna politiska inriktningen.
Under 1970-talet hade brittisk statsförvaltning uppfattats som allt mer oförmögen att ta itu med landets problem. Thatchers motdrag var att försöka samla en större beslutsmakt hos premiärministern personligen. Detta gjorde att Margaret Thatcher uppfattades som en mycket stark ledare ("järnladyn") vilket troligen var hennes största politiska tillgång. Denna tillgång vändes efter 1980-talet emot henne och i slutet av hennes tid som premiärminister blev detta snarare en börda.[källa behövs]
På det internationella planet präglades thatcherismen av en betydande skepticism mot samarbete som riskerade att inskränka brittisk självständighet; detta fick konsekvenser främst inom den internationella europeiska politiken. Hon stödde vidare den militära upprustning som skedde särskilt i USA under första hälften av 1980-talet som reaktion på bland annat Sovjetunionens invasion av Afghanistan i december 1979. Thatcherism kan liknas vid Reaganomics i USA.
Efter de många katastrofvalen för Konservativa partiet som skett under sent 1990-tal och 2000-talet har partiet mer och mer försökt tvätta bort thatcherismen inom partiet. Labour har under många val försökt skrämma väljare genom att påstå att utan en vänsterregering blir det som under Thatchers dagar, då (enligt Labour) klassklyftorna ökade kraftigt och välfärden försämrades. Toryledaren David Cameron har sedan sitt tillträde börjat leda om partiet bort från thatcherismen och mot en mer socialkonservativ riktning. Den gammalborgerliga thatcherskaran finns dock fortfarande kvar inom partiet och har kraftigt motsatt sig Camerons omdirigering av partiet.